# Hans-Werner Hartl
Hans-Werner Hartl (* 10. November 1946 in Duisburg) ist ein ehemaliger deutscher Fußballspieler. In der Fußball-Bundesliga absolvierte der Stürmer für die Vereine VfL Bochum und Borussia Dortmund insgesamt 68 Pflichtspiele und erzielte 20 Tore. Beim 1:0-Heimerfolg am 14. August 1971 des Bundesligaaufsteigers Bochum gegen Eintracht Braunschweig erzielte er den Siegtreffer und zeichnete sich damit als erster Torschütze des VfL Bochum in der Bundesligahistorie aus.

## Laufbahn
Hartl begann seine Fußballkarriere bei Hamborn 07 in der damals zweitklassigen Fußball-Regionalliga West. Am 34. Spieltag, den 23. Mai 1965, beim 2:0-Heimerfolg gegen Preußen Münster, debütierte der Nachwuchsstürmer auf Halblinks im damals praktizierten WM-System an der Seite von Mittelstürmer Horst Heese und Verteidiger Karl-Heinz Wirth in der Regionalliga. Seinen endgültigen Durchbruch zum Stammspieler bei den schwarz-gelben „Löwen“ erreichte der torgefährliche Angreifer in der Saison 1967/68 unter Trainer Herbert Burdenski. Dieter Herzog besetzte den linken Flügel und Hartl erzielte in 31 Einsätzen 14 Tore. Seine sechste Regionalligasaison für Hamborn begann am 17. August 1969 mit einer 0:2-Auswärtsniederlage beim Wuppertaler SV, wo Torjäger Günter Pröpper beide Treffer für die Elf vom Stadion am Zoo erzielte. Auch der letzte Spieltag am 20. Mai 1970 endete mit einer Niederlage: mit 1:3 Toren verlor Hamborn das Heimspiel gegen den TSV Marl-Hüls und erhielt knapp mit dem 16. Rang die Klasse. Hartl erzielte mit dem Tor seinen zehnten Treffer in der Runde 1969/70. Für Hamborn bestritt er von 1964 bis 1970 in der Fußball-Regionalliga West 112 Spiele, in denen er 42 Tore schoss, womit er der Rekord-Torschütze der "Löwen" in der Regionalliga ist. 1970 wechselte er zum Ligakonkurrenten und Meister des Jahres 1970, dem VfL Bochum.
Mit den „Jungs von der Castroper Straße“ gelang 1970/71 unter Trainer Hermann Eppenhoff die Titelverteidigung in der Regionalliga West. Hartl kam zu 32 Regionalligaeinsätzen und 18 Toren und war damit hinter Hans Walitza (33-28) der zweitbeste VfL-Torschütze. Beide Torschützen profitierten von der guten Vorarbeit der Mittelfeldspieler Werner Krämer und Werner Balte. In der Aufstiegsrunde setzte sich Bochum mit 14:2 Punkten durch und stieg in die Bundesliga auf. Hartl hatte sieben Tore in acht Spielen erzielt. Sein Heimatverein Hamborn 07 stieg dagegen in das Amateurlager ab. Das Debüt für Bochum und Hartl erfolgte am 14. August 1971 vor 30.000 Zuschauern im Heimspiel gegen Eintracht Braunschweig. Hartl bildete im 4:3:3-System mit Hans Walitza und Dieter Fern den VfL-Angriff. Im Mittelfeld überragte der Ex-Nationalspieler „Eia“ Krämer, als rechter Außenverteidiger überraschte der Ex-Dortmunder Senior Reinhold Wosab. Hartl verwertete in der 14. Minute eine Flanke von Walitza zum 1:0, als er mit Kopfball vor dem herauseilenden Eintracht Schlussmann Bernd Franke den Ball ins leere Tor köpfte. Die Runde schloss Bochum am 28. Juni 1972 mit einem 4:2-Erfolg gegen Hertha BSC ab. Hartl hatte in 31 Ligaeinsätzen zehn Tore erzielt und damit hinter Torjäger Walitza (34-22) die zweitbeste Trefferquote der VfL-Angreifer zustande gebracht. Im zweiten Jahr Bundesliga, 1972/73, setzte der Eppenhoff-Nachfolger Heinz Höher nicht mehr auf Hartl. In nur noch acht Einsätzen bewies dieser mit drei Treffern aber trotzdem seine Torgefahr. Hartl wechselte zur Saison 1973/74 in die Regionalliga West zu Borussia Dortmund.
Im letzten Jahr der alten zweitklassigen Regionalliga kam der BVB unter Trainer János Bédl auf den 6. Tabellenplatz. Hartl hatte an der Seite der Angriffskollegen Burkhard Segler (31-20) und Willi Mumme (31-4) sechs Tore in 31 Ligaspielen erzielt. Insgesamt hatte er damit in der Regionalliga West von 1964 bis 1974 für die Vereine Hamborn 07, VfL Bochum und Borussia Dortmund 175 Ligaspiele absolviert und 65 Tore erzielt. Dortmund gehörte dem Kreis der Mannschaften an, die mit der Serie 1974/75, die neu installierte 2. Fußball-Bundesliga, in zwei Gruppen als Bundesligaunterbau etablierten. 1976 gelang ihm mit dem BVB der Wiederaufstieg in die Bundesliga durch einen 1:0 und einen 3:2-Sieg in den Relegationsspielen gegen den 1. FC Nürnberg. Hartl hatte in der 2. Bundesliga 1975/76 für den Vizemeister 37 Spiele absolviert und 18 Tore für die Gelb-Schwarzen erzielt, womit er die interne Torschützenliste vor Gerd Kasperski (29-15) anführte. Im Januar 1976 hatte Horst Buhtz Trainer Otto Knefler abgelöst, der wiederum in den zwei Relegationsspielen Otto Rehhagel Platz machen musste.
In der Bundesliga bestritt Hartl in zwei Saisonen noch 29 Spiele für Dortmund, in denen er sieben Tore schoss. Auch beim BVB in seinem letzten Jahr nur noch Reservist ging er 1977 zur SG Union Solingen, wo er in der 2. Bundesliga Nord noch in der Saison 1977/78 sieben Tore in 21 Spielen schoss.